# آلودگی دریایی با پلاستیک

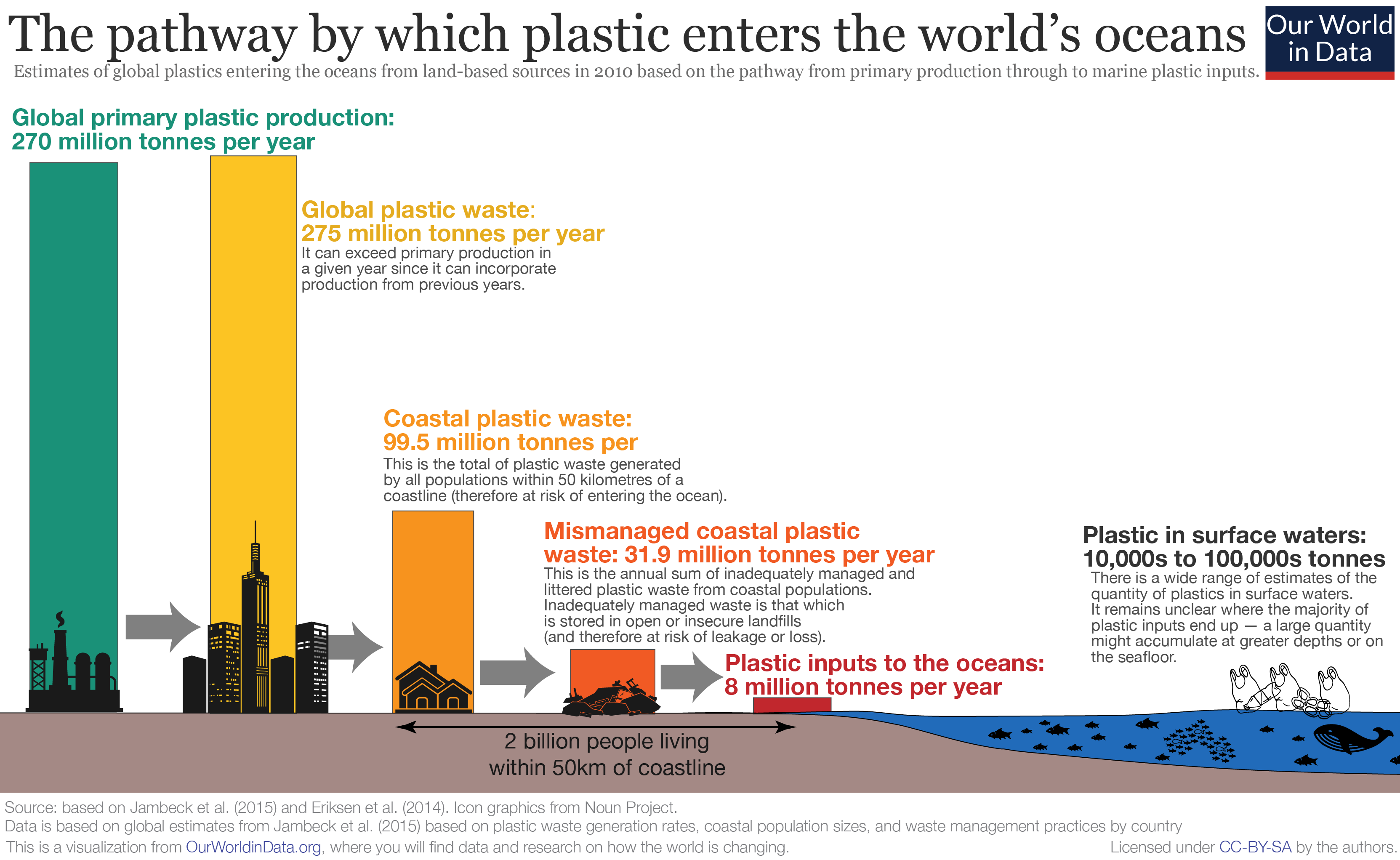
راه‌هایی که پلاستیک‌ها وارد اقیانوس‌های جهان می‌شوند

آلودگی دریایی با پلاستیک نوعی آلودگی دریایی است که به‌خاطر زباله‌های پلاستیکی ایجاد می‌شود. اندازهٔ این زباله‌ها از تکه‌های بزرگی مانند بطری‌ها و کیسه‌ها تا میکروپلاستیک‌های حاصل از تکه‌تکه شدن مواد پلاستیکی متغیر است. این زباله‌های دریایی عمدتاً زباله‌های انسانی دورریخته‌شده هستند که روی اقیانوس شناورند یا در آن معلقند. هشتاد درصد زباله‌های دریایی پلاستیک هستند. میکروپلاستیک‌ها و نانوپلاستیک‌ها حاصل تجزیه یا تخریب نوری زباله‌های پلاستیکی در آب‌های سطحی، رودخانه‌ها یا اقیانوس‌ها هستند. اخیراً، دانشمندان نانوپلاستیک‌ها را در برف سنگین، به‌طور خاص حدود ۳۰۰۰ تن که سالانه سوئیس را می‌پوشاند، کشف کرده‌اند.
تخمین زده می‌شود که تا پایان سال ۲۰۱۳، ۸۶ میلیون تن زباله پلاستیکی دریایی در اقیانوس‌های جهان وجود داشته باشد، با این فرض که ۱٫۴٪ از پلاستیک‌های تولید شده در جهان از سال ۱۹۵۰ تا ۲۰۱۳ وارد اقیانوس شده و در آنجا انباشته شده است. مصرف جهانی پلاستیک تا سال ۲۰۲۲، ۳۰۰ میلیون تن در سال تخمین زده می‌شود که حدود ۸ میلیون تن آن به صورت ماکروپلاستیک در اقیانوس‌ها رها می‌شود. تقریباً ۱٫۵ میلیون تن میکروپلاستیک اولیه در دریاها رها می‌شوند. حدود ۹۸٪ از این حجم توسط فعالیت‌های زمینی ایجاد می‌شود و ۲٪ باقی مانده توسط فعالیت‌های دریایی تولید می‌شود. تخمین زده می‌شود که سالانه ۱۹ تا ۲۳ میلیون تن پلاستیک به اکوسیستم‌های آبی نشت می‌کند. کنفرانس اقیانوس سازمان ملل متحد در سال ۲۰۱۷ تخمین زد که اقیانوس‌ها تا سال ۲۰۵۰ ممکن است وزن پلاستیک بیشتری نسبت به ماهی‌ها داشته باشند.
اقیانوس‌ها توسط ذرات پلاستیکی در اندازه‌های مختلف از مواد بزرگی همچونبطری‌ها و کیسه‌ها گرفته تا میکروپلاستیک‌های تشکیل شده از تکه‌تکه شدن مواد پلاستیکی آلوده می‌شوند. این ماده به آرامی از اقیانوس تجزیه یا حذف می‌شود، بنابراین ذرات پلاستیکی اکنون در سراسر سطح اقیانوس گسترده شده‌اند و مشخص شده است که اثرات زیان‌آوری بر حیات دریایی دارند. کیسه‌های پلاستیکی دور ریخته شده، حلقه‌های شش‌تایی، ته سیگارها و سایر اشکال زباله‌های پلاستیکی که در اقیانوس‌ها سر درمی‌آورند، خطراتی را برای حیات وحش و شیلات ایجاد می‌کنند. حیات آبزیان می‌تواند از طریق گیر افتادن، خفگی و بلعیدن تهدید شود. تورهای ماهیگیری که معمولاً از پلاستیک ساخته می‌شوند، می‌توانند توسط ماهیگیران در اقیانوس رها یا گم شوند. این تورها که به عنوان تورهای سرگردان شناخته می‌شوند، ماهی‌ها، دلفین‌ها، لاک‌پشت‌های دریایی، کوسه‌ها، دوگونگ‌ها، کروکودیل‌ها، پرندگان دریایی، خرچنگ‌ها و سایر موجودات را به دام می‌اندازند و باعث محدود شدن حرکت، گرسنگی شدید، زخم، عفونت و در مواردی که برای تنفس نیاز به بازگشت به سطح آب دارند، خفگی می‌شوند. انواع مختلفی از پلاستیک‌های دریایی وجود دارند که باعث ایجاد مشکلاتی برای زندگی دریایی می‌شوند. گزارش شده است که درب بطری در معدهٔ لاک‌پشت‌ها و پرندگان دریایی یافت شده و به دلیل انسداد دستگاه تنفسی و گوارشی جان خود را از دست داده‌اند، یافت شده است. تورهای ماهیگیری سرگردان نیز نوعی مشکل‌ساز از پلاستیک‌های اقیانوسی هستند زیرا می‌توانند به‌طور مداوم موجودات دریایی را در فرآیندی که به عنوان «ماهیگیری شبح‌وار» شناخته می‌شود، به دام بیندازند.

## دامنهٔ مشکل

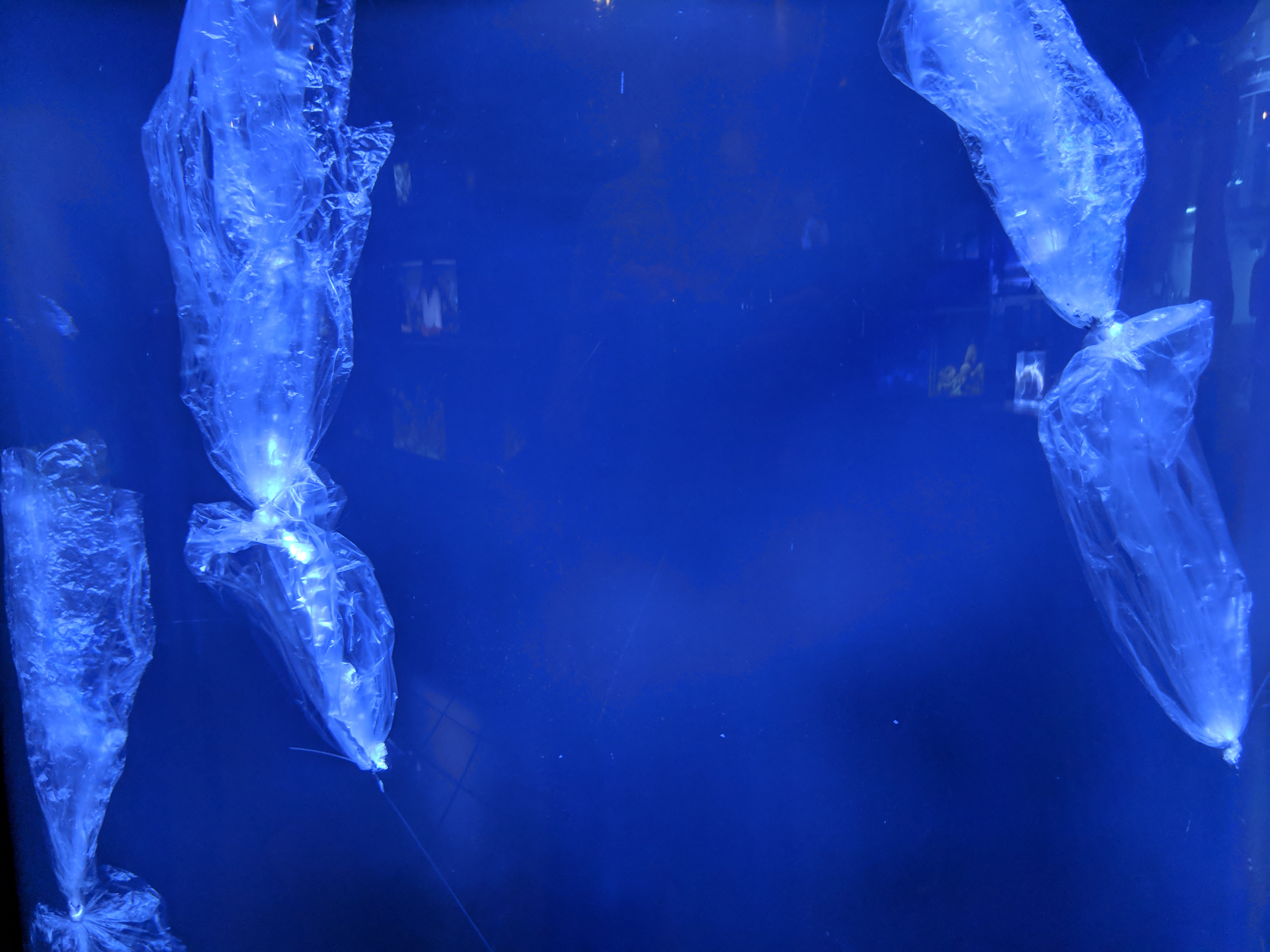
نمایشگاهی در آزمایشگاه دریایی موته. این نمایشگاه کیسه‌های پلاستیکی را در اقیانوس به نمایش می‌گذارد که شبیه عروس دریایی هستند.

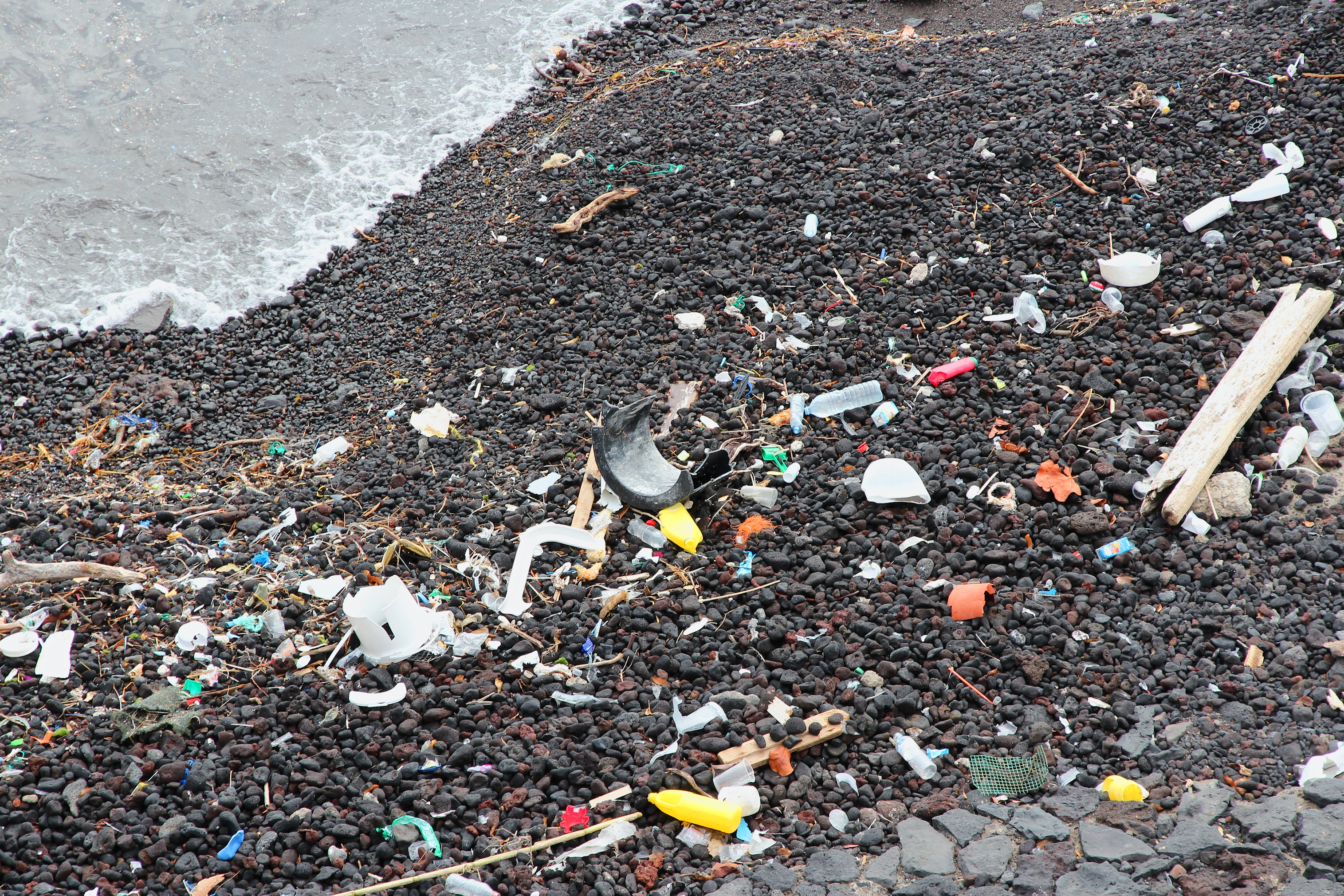
پلاستیک‌های اقیانوس اطلس در ساحل تنریف

آلودگی دریایی ناشی از مواد پلاستیکی، از دیدگاه آلودگی، به عنوان مسئله‌ای با بالاترین شدت شناخته می‌شود. اکثر پلاستیک‌های مورد استفاده در زندگی روزمره مردم هرگز بازیافت نمی‌شوند. این نوع پلاستیک‌های یکبار مصرف سهم قابل توجهی در ۸ میلیون تن زباله پلاستیکی موجود در اقیانوس‌ها در هر سال دارند. اگر این روند ادامه یابد، تا سال ۲۰۵۰ از نظر وزنی، پلاستیک بیشتری نسبت به ماهی‌ها در اقیانوس وجود خواهد داشت. تنها در دهه اول قرن بیستم، پلاستیک بیشتری نسبت به تمام پلاستیک‌های تاریخ تا سال ۲۰۰۰ تولید شده است و بخش عمده‌ای از این پلاستیک‌ها بازیافت نمی‌شوند. یک تخمین از تولید تاریخی پلاستیک، رقمی معادل ۸۳۰۰ میلیون تن متریک (Mt) را برای تولید جهانی پلاستیک تا سال ۲۰۱۵ نشان می‌دهد که ۷۹٪ آن در محل‌های دفن زباله یا محیط طبیعی انباشته شده است. طبق گزارش IUCN، این تعداد به ۱۴ میلیون تن پلاستیک افزایش یافته است. تخمین زده می‌شود که بین ۱۵ تا ۵۱ تریلیون قطعه پلاستیک در سراسر اقیانوس‌های جهان از بالای اقیانوس تا کف دریا وجود دارد. اقیانوس‌ها عمیق‌ترین و وسیع‌ترین حوضه‌های زمین هستند که عمق متوسط دشت‌های مغاکی آنها حدود ۴ کیلومتر پایین‌تر از سطح دریا است. جاذبه به‌طور طبیعی مواد را از خشکی به اقیانوس منتقل می‌کند و اقیانوس به مخزن نهایی تبدیل می‌شود. آلودگی پلاستیکی اقیانوسی به دلیل گستردگی حضورش، از گودال‌های اقیانوسی، درون رسوبات عمیق دریا، در کف اقیانوس و پشته‌های اقیانوسی گرفته تا سطح اقیانوس و حاشیه‌های ساحلی اقیانوس‌ها، قابل توجه است. حتی جزایر مرجانی دورافتاده هم می‌توانند سواحلی مملو از پلاستیک از منبعی دور داشته باشند. در سطح اقیانوس، زباله‌های پلاستیکی در ساختارهای دایره‌ای با وسعت زیاد به نام چرخاب‌های اقیانوسی متمرکز شده‌اند. چرخاب‌های اقیانوسی در تمام اقیانوس‌ها تشکیل می‌شوند، به دلیل الگوهای متناوب بادهای منطقه‌ای که انتقال داخلی را در مناطق نیمه‌گرمسیری به سمت استوا و در اقیانوس‌های نیمه‌قطبی به سمت قطب هدایت می‌کنند. جریان‌های اقیانوسی، زباله‌های پلاستیکی را درون چرخاب‌ها متمرکز می‌کنند.

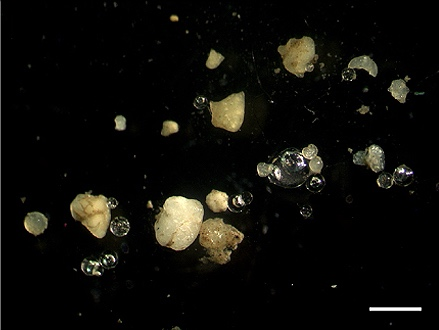
میکروپلاستیک‌ها در میان در رسوبات رودخانهٔ راین. نوار سفید نشان‌دهندهٔ اندازهٔ ۱ میلی‌متر است.
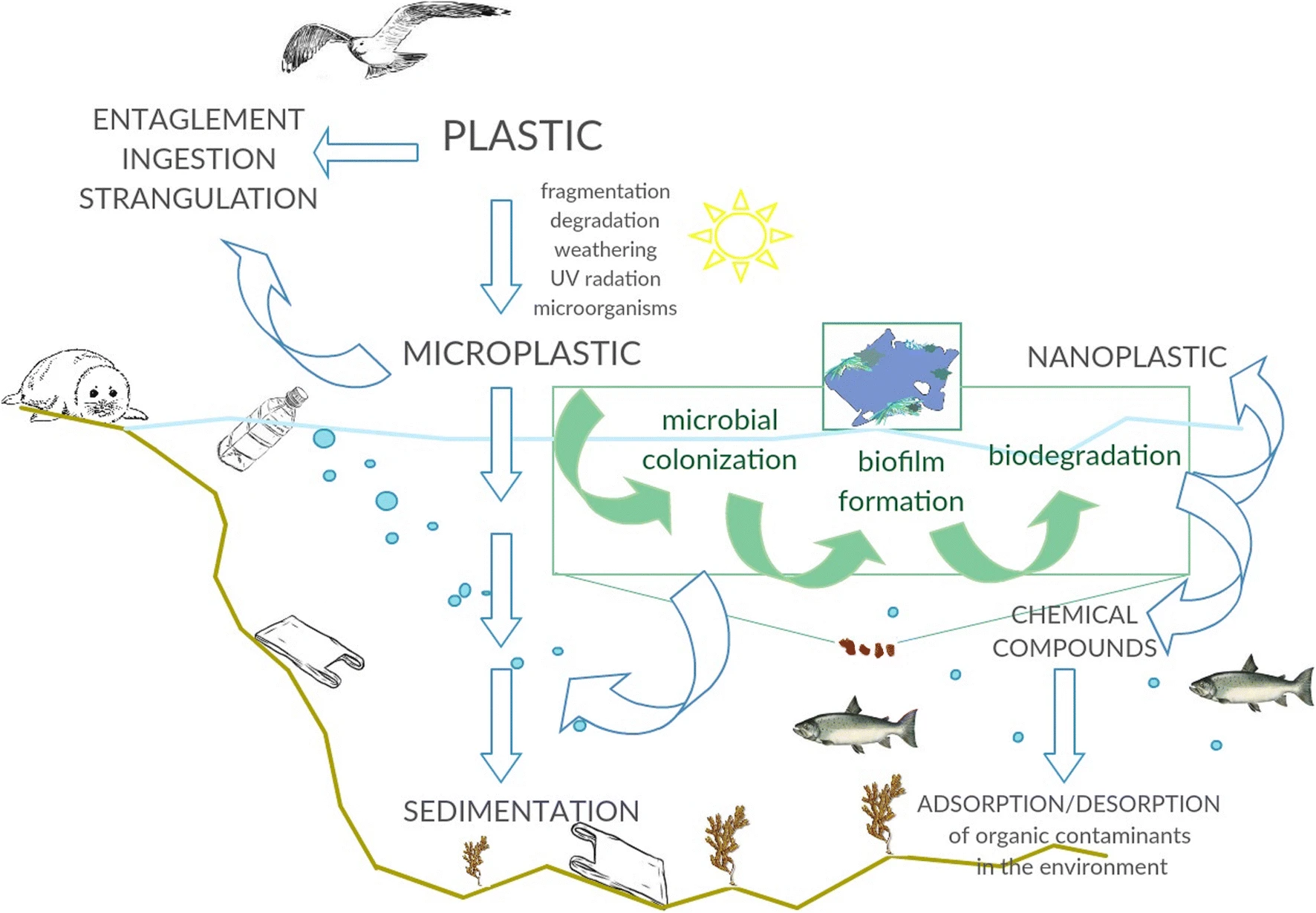
برهمکنش‌های بین میکروارگانیسم‌های دریایی و میکروپلاستیک‌ها